# ディラン&キャサリン
ディラン&キャサリン（ディランアンドキャサリン）はお笑いタレントのなだぎ武と友近が扮しているキャラクターユニット。

## 概要
初出は2005年12月3日にうめだ花月で行われた友近のソロライブ「寝てる虎を起こすなよ」。元々は友近が一人で行うコントだった。この日、同ライブになだぎもゲスト出演していたが、囚人に扮した2人が刑務所の娯楽室でテレビを見ながら80年代のテレビ番組などについてアドリブで語り合うという、別のコントでの出演だった。
やがて、なだぎ武と友近の2人が実際にプライベートで交際していることを噂され、それを公の場で認めた事がきっかけとなりこれを利用しなだぎ武がディラン・マッケイ、友近がキャサリンに扮して出演番組の合間にコントを行うようになっていった。実際に交際している芸人同士がこのような形式でユニットを組み、コントを行うのは珍しい。
ディラン・マッケイは「ビバリーヒルズ高校白書」の登場人物のパロディ。このキャラクターに扮したなだぎは、2007年の「R-1ぐらんぷり」で優勝した。なだぎはディランのネタを行う前から、ディラン役の吹き替えの小杉十郎太の真似をしていた。一方のキャサリンは「ビバリーヒルズ高校白書」には登場しないオリジナルキャラである。
その他にも、カゴメ野菜生活100の生CMでも出演している。関西テレビ・フジテレビ系列「うふふのぷ」で放送されていた。
コントの流れは主に以下のような物。以下を基本に毎回、話を変えて演じる。
キャサリンがいる→ディランが自転車でやってくる→会話がはじまる→ディランが他の女の名前を口に出す→キャサリンが問い詰める→ディランが『他の女の名前は言っていない』と開き直る→キャサリンが星条旗を出し、『これに誓える?』と聞く→ディランが『ああ誓える』と言う→キャサリンが許す→ディランがまた他の女の名前を出す→キャサリンが怒る
- ディランとキャサリンが2人ではじめて見に行った映画は『キャノンボール』。
- ディランは、ブレンダとケリーの名前を良く出す。
- ディランはけん玉の遊び方を間違って覚えている。紐をひきちぎり、けん玉の本体を机にたて、とがっている部分めがけて、嫌いな奴の名前を叫びながら玉を落とし、見事突き刺さるとその嫌いな奴が地獄に落ちるものだと思っている。「紐をひきちぎり、10秒見続ける」「紐をひきちぎり、玉を落としたらご褒美がもらえる（「落とし玉」というオチがついている）」というバージョンもある。
- ディランはレーズンが嫌い。これは実際になだぎが嫌いな食べ物である。その他特技があいづち等、実際なだぎのプライベートを生かしたキャラクター設定をしているようだ。
- キャサリンは日本が好きでよく出かけているが、「日本は面白くない、アメリカ最高」などと言う事がある。アメリカ国歌の替え歌（『アメリカ最高♪土地が広い～♪選挙のときは～♪死ぬほど盛り上がる♪』など）歌う事もある。
- キャサリンはチアガールを行っている。関連する話も出てくる。
- ディラン一人の場合は自己紹介の「ディラン…マッケイだ」を必ず行うが、ディラン&キャサリンではキャサリンが予めディランの名前を言い、自己紹介をしない場合がある。
- Goro's Barで海外ロケに行った際に本物のディラン・マッケイを演じたルーク・ペリーに逢いに行った。
- 2007年12月26日に放送された、『笑っていいとも！年忘れ特大号！』で、石原良純と藤森慎吾がものまねに挑戦した。ディラン役を良純、キャサリン役を藤森、スパイダーマン役を中田敦彦が演じた。

## その他
TV番組うたばん・2007/3放送とくばんとやりすぎコージーにて、バッファロー吾郎の木村明浩（現･バッファロー吾郎A）が、舞台「恋の数式大パニック」に登場したディランの友人ピーター役として出演した。やりすぎコージーではキャサリンは、「チアガールの行事で予定が合わず」出演していない。
アニメ「ケロロ軍曹」のオープニング「フンダリー ケッタリー」ではわざわざディラン&キャサリンのキャラクターデザインが起こされ、メインキャラに混じって出演している。キャラクターデザインはアニメーターの追崎史敏が手がけている（ただし本来キャサリンはジーンズを穿いているのに対し、アニメのキャサリンはミニスカートを穿いている）。なお、2人のキャラは「ケロロ軍曹」のアニメ本編にも、声は違うモブキャラで出演した。
なだぎとディラン、友近とキャサリンはあくまで「別人」という設定を当初から貫いている。ただし両者とも面識はあるようで、話題を振られた際に「帰った」「○○で見かけた」などとはぐらかすことが多い。

## 主な出演番組
- オールザッツ漫才（毎日放送）
- リンカーン（TBS）
- ダウンタウンのガキの使いやあらへんで!!（日本テレビ） - 「絶対に笑ってはいけない警察24時」
- やりすぎコージー（テレビ東京）
- 脳内エステ IQサプリ（フジテレビ） - 問題VTRに出演。
- めちゃ×2イケてるッ!（フジテレビ） - 「シンクロナイズドテイスティング」のコーナーにゲスト出演。やべっち寿司にもキャサリン（友近）のみゲスト出演。（ドラマ「ロス:タイム:ライフ」告知のため出演した）また、「恋のかま騒ぎ」ではなだぎがキャサリンに扮して出演。
- エンタの神様 （日本テレビ、キャッチコピーは「米ディ仕込みのSP組（コメディじこみのスペシャルユニット）」）

他

## CM
- LION 「CHARMY　クリスタ」

## シングル
- 「フンダリーケッタリー」（2007年11月21日、作詞：田中秀典、作曲：磯崎健史、編曲：百田留衣） 
  - テレビ東京系アニメ『ケロロ軍曹』7代目オープニングテーマ（第184話～第205話）

### 参加作品
- 「大阪にはいっぱいあるんやでぇ〜の歌」（2008年8月27日、作詞:MCレンジ）※よしもと☆大阪好っきゃねんず名義、アメリカ民謡「ゆかいな牧場（マクドナルドじいさん飼っている）」のカバー

## DVD
- ビバリーヒルズ晴天白書（2008年1月23日）

## 単独ライブ
- ディラン&キャサリン～難問続出!?恋の数式大パニック～
  - 2007年2月10日 なんばグランド花月
  - 2007年3月4日 ルミネtheよしもと